# Štefan Svitek (basketbalista)
Štefan Svitek (* 20. listopadu 1966) je bývalý československý basketbalista, účastník Mistrovství Evropy 1987 a 1991 a trenér.
V československé basketbalové lize hrál v letech 1986-1991 za kluby Chemosvit Svit, Slavia VŠT Košice a RH Pardubice, je na 146. místě tabulky střelců československé ligy s celkovým počtem 2053 bodů. V sezóně 1987-1988 byl zařazen do nejlepší pětky sezóny, přestože hrál ve druhé lize za tým Slávia VŠT Košice. 
Za reprezentační družstvo Československa v letech 1988-92 odehrál 187 zápasů, z toho v kvalifikaci na Olympijské hry a Mistrovství Evropy celkem 20 zápasů, v nichž zaznamenal 150 bodů. Jako hráč Československa byl účastníkem na Mistrovství Evropy 1977 Athény, Řecko (8. místo) a 1991 Římy, Itálie (6. místo). Dále hrál na Mistrovství Evropy v basketbale juniorů 1984 ve Švédsku (6. místo) a v kvalifikaci na Olympijské hry 1992 ve Španělsku.
Po roce 1991 hrál deset let basketbalovou Bundesligu v Německu za kluby BG Braunschweig (1990-1993), SSV Brandt Hagen (1993-1996), TTL universa Bamberg (1996-1998), SSV Ratiopharm Ulm (1998-2000) a v sezóně 2000/2001 do prosince 2000 za DJK Falke Norimberk (2. liga), odkud přestoupil do rakouského Traiskirchen Lions, kde jeho spoluhráčem byl Oto Matický. V německé Bundeslize byl vicemistrem Německa 1994, má dvě 3. místa (1997, 1998) a je vítězem Německého poháru 1994.
Po návratu v roce 2001 hrál ve slovenské basketbalové extralize za kluby Lučenec (2. místo 2002, 3. místo 2003) a Slavia TU Košice (3. místo 2006 a titul mistra Slovenska 2007).
Působil jako trenér ženské reprezentace Maďarska a účastníků Euroligy žen - Good Angels Košice (4 tituly mistra Slovenska 2008-2011), MBK Ružomberok a od roku 2013 trenéroval polský tým žen Wisla Can-Pack Krakov. V roce 2017 se stal trenérem české reprezentace žen.
V letech 2012 a 2013 byl vyhlášen nejlepším slovenským trenérem roku.

## Hráčská kariéra

### Hráč klubů
- 1986-1987 Chemosvit Svit - 4. místo (1987)
- 1987-1989 Slavia VŠT Košice - 10. místo (1989), 2. liga (1987/88)
- 1989-1990 RH Pardubice - 8. místo (1990)
- V československé basketbalové lize celkem 3 sezóny a 2053 bodů (146. místo)
- 1990-1993 BG Braunschweig - 2. liga, postup do Bundesligy (1991), finále Německého poháru proti Leverkusen, 2. místo (1991), 3. nejlepší střelec Bundesligy s průměrem 20 bodů na zápas
- 1993-1996 SSV Brandt Hagen - finále Bundesligy proti Leverkusen, 2. místo (1994), vítěz Německého poháru (1994)
- 1996-1998 TTL universa Bamberg - 2× 3. místo (1997, 1998)
- 1998-2000 SSV Ratiopharm Ulm - 1998/99 (291 bodů /27 zápasů)), 1999/2000 (215 /25), 13. místo (2000)
- 2000 (do prosince) DJK Falke Norimberk (2. liga)
- 2001 Traiskirchen Lions, vítěz Poháru Rakouska (2001), spoluhráč Oto Matický
- 2001-2003 ESO Lučenec - 2. místo (2003), 3. místo (2002)
- 2003-2007 Slavia TU Košice - mistr Slovenska (2007), 3. místo (2006)

### Evropské poháry klubů
- FIBA European Cup
  - 1991-1992 BG Braunschweig (2 zápasy) - 1. kolo prohra s VEF Riga, Lotyšsko
  - 1993-1994 SSV Brandt Hagen (4 zápasy) - 3. kolo prohra s BK Levski Sofia, Bulharsko
  - 1994-1995 SSV Brandt Hagen (2 zápasy) - 2. kolo prohra s Basket Kyjev, Ukrajina
- FIBA Pohár Saporta - 1998-1999 SSV Ratiopharm Ulm (12 zápasů) - 2. místo ve skupině G, v 1/16 prohra s Tofas SK Bursa, Turecko
- FIBA Pohár Korač
  - 1995-1996 SSV Brandt Hagen (2 zápasy) - 1. kolo prohra s KK Vojvodina Novi Sad, Jugoslávie
  - 1996-1997 TTL UniVersa Bamberg (6 zápasů) - 4. místo ve skupině D
  - 1997-1998 TTL UniVersa Bamberg (8 zápasů) - vítěz skupiny F, prohra v 1/16 s AS Papágou Athény
  - 1999-2000 SSV Ratiopharm Ulm (2 zápasy) - 1. kolo prohra s Äänekosken Huima, Finsko
- FIBA Europe Regional Challenge Cup, Konference Sever - 2002-03 BK ESO Lučenec - 2. ve skupině C, čtvrtfinále prohra s Kaposvári Klíma-Vill KK, Maďarsko

### Československo
- Za reprezentační družstvo Československa mužů v letech 1986-1992 hrál celkem 187 zápasů, z toho na světových a evropských soutěžích 20 zápasů, v nichž zaznamenal 150 bodů
- Předolympijská kvalifikace - 1992 Španělsko (95 bodů /9 zápasů) 6. místo mezi 25 týmy a nekvalifikovalo se na OH 1992
- Mistrovství Evropy 1987 Athény, Řecko (28 bodů /8 zápasů) 8. místo, 1991 Řím, Itálie (27 bodů /3 zápasy) 6. místo
- Mistrovství Evropy v basketbale juniorů 1972, Švédsko (31 bodů /7 zápasů) 6. místo

## Trenér
- 2007-2012 Good Angels Košice, tým převzal v průběhu sezóny 2007/2008 a získal s ním 4× titul mistra Slovenska (2008-2011), 5× vítěz Slovenského poháru, jako trenér skončil v únoru 2012
- 2012 trenér reprezentace Maďarska (ženy)
- 2012-2013 MBK Ružomberok (ženy)
- 2013 Wisla Can-Pack Krakov (ženy), Polsko a Euroliga žen
- od 2017 česká reprezentace žen[3]

Ceny
- 2012 a 2013 byl vyhlášen na Slovensku jako trenér roku